# Nisse Bean
Nisse Bean är en svensk travhäst, född 2005, som med 16 vinster, 5 andraplatser och 5 tredjeplatser tjänat in en startprissumma på 1 255 200 kr. Tränare är Sofia Eriksson, tidigare Allan Wahlén och huvudkusk Claes Sjöström.
Nisse Bean härstammar från Foreign Office och Forever Bean. Han blev utsedd till årets amatörtränade travhäst 2010. 2010 vann han 9 lopp och vann finalen i Bronsdivisionen på elitloppsdagen. Han var mest uppmärksammad för en ovanlig utrustningsdetalj "Norsken", som gav god effekt på honom. 21 augusti 2010 sprang han världsrekordtid över upplopp, officiellt klockad, på 1.02.05 sista 300m på Örebro travbana.
Nisse Bean har varit drabbad av gaffelbandsskador.